# Внешняя политика Сербии
Основные направления внешней политики Сербии определяет её президент, осуществляет — Министерство иностранных дел.

## История
Со времени обретения независимости от Османской империи  в 1878 году Сербия неоднократно находилась в центре внимания великих держав. Во время правления династии Обреновичей основным союзником страны была Австро-Венгрия. После переворота 1903 года Сербия встала на путь дружественных отношений с Россией. Ярчайшим примером взаимодействия между ними является Первая мировая война. После её окончания Сербия стала частью Королевства сербов, хорватов и словенцев, которое стремилось к партнерству со всеми странами. Однако непросто складывались отношения между Югославией и СССР. Их нормализация пришлась уже на конец 30-х годов XX века и это не позволило им выйти на должный уровень. Это случилось позже — после Второй мировой войны, когда главным союзником Югославии стал Советский Союз. Но уже в 1948 году началось идеологическое противостояние между ними, что вынудило Югославию пойти на сближение со странами Запада. После смерти Сталина в 1953 году Москва и Белград пошли на урегулирование противоречий. В то же время Югославия уже не пожелала вновь стать явным союзником СССР и через некоторое время стала одним из создателей Движения неприсоединения, таким образом получив значительный внешнеполитический вес в «странах третьего мира». В годы Холодной войны страна балансировала между НАТО и странами социалистического блока, так и не отказавшись от своего «особого пути». Распад Югославии охарактеризовался санкциями международного сообщества и дипломатической изоляцией страны. Не осталось в стороне и некогда нейтральное к стране НАТО: в 1999 году начались бомбардировки Югославии. Приход к власти Воислава Коштуницы ознаменовал новый период в дипломатической активности Сербии.

## Современная внешняя политика

Государства, имеющие посольства или консульства в Сербии

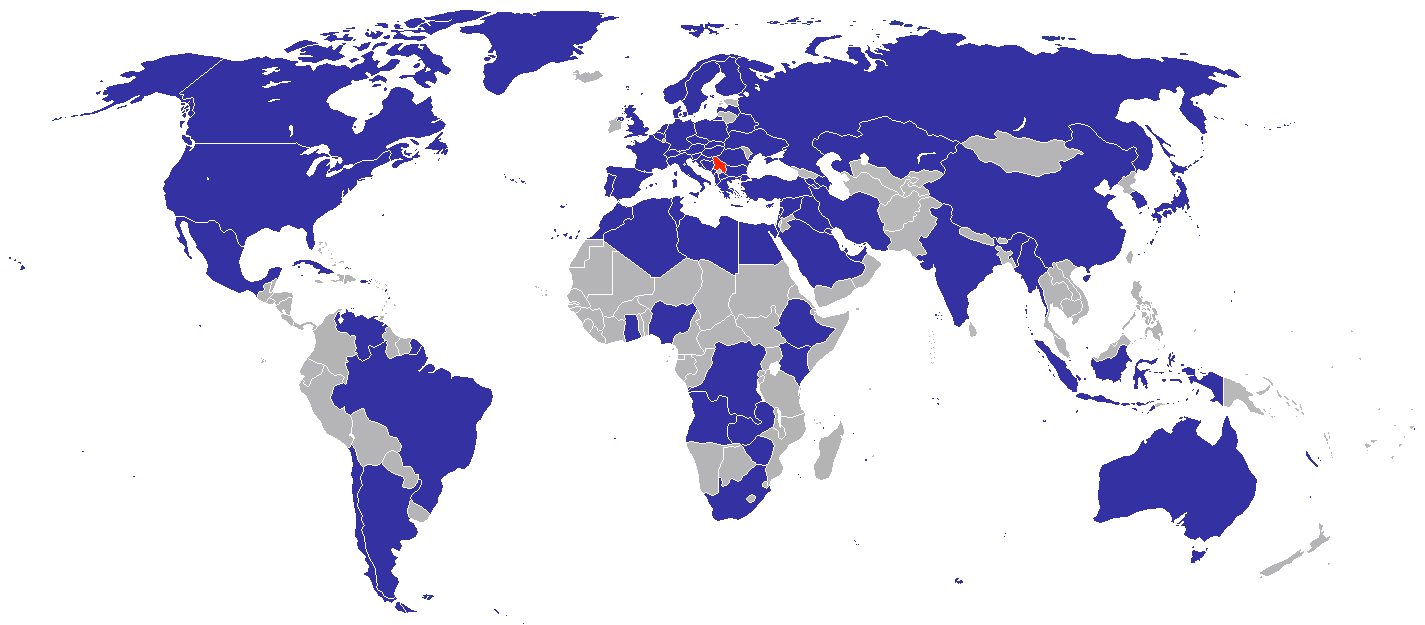
Государства, в которых у Сербии есть посольства

Показателем активности внешней политики Сербии является наличие дипломатических и консульских представительств в 64 странах мира. Она является членом ООН, ОБСЕ, ЕБРР и так далее, а также участвует в программе НАТО «Партнёрство ради мира» и множестве других аналогичных проектов.

### Отношения с ЕС
Одним из главных приоритетов внешней политики Сербии является вступление в Европейский Союз. В некоторых документах ЕС фигурирует 2025 год как прогнозируемая дата присоединения Сербии и Черногории к Евросоюзу. Однако первоначальный план может сорваться, сообщает газета. Этот процесс осложняется политикой некоторых стран членов-ЕС по отношению к сербскому автономному краю Косово, сомнениями ряда государств в степени сотрудничества Сербии с Гаагским Трибуналом и так далее.

### Отношения со странами-соседями
Их всестороннее развитие и упрочение также является приоритетом для Сербии. Однако, несмотря на это, Венгрия, Хорватия, Албания, Болгария, Северная Македония и Черногория признали независимость Косова. Греция осталась верна своим исторически дружественным отношениям с Сербией и не признаёт Косово.

### Отношения с Россией
На протяжении 1990-х годов Россия неоднократно принимала участие в урегулировании югославского кризиса. Она активно поддерживала миротворческий процесс во время войны НАТО против Югославии. Кроме того, Россия отказалась признать независимость Косова и оказала значительную поддержку[какую?] Белграду в этом вопросе. Дополнительным импульсом в развитии контактов между двумя странами стало экономическое взаимодействие, в особенности в области энергетики.

### Нейтралитет
Народная скупщина Сербии объявила вооруженный нейтралитет в 2007 году. Сербия - единственное государство в бывшей Югославии, которое не стремится к членству в НАТО. Ключевым повествованием, которое использовалось для обоснования этой политики, является травма вмешательства НАТО в 1999 году и последовавшего за этим отделения Косово, а также  тесные отношения с Российской Федерацией.